# ميت طاهر
ميت طاهر، إحدي قري محافظة الدقهلية التابعة لمركز منية النصر وتصنف على أنها مدينه دونا عن غيرها من البلدان المجاورة تعتمد نشاطات متنوعة ولكن أهمها الزراعة وتعتمد فى الحصول على العمالة الرخيصة من قرية ميت تمامة

## الموقع
تقع القرية شمال مدينة منية النصر
تحدها من الشمال قرية ميت تمامة ومن الجنوب مدينة منية النصر

## الاقتصاد
يعتمد النشاط الاقتصادي للبلدة علي الزراعة بشكل اساسي